# Tina Krajišnik
Tina Jovanović, po mężu Krajišnik (serb. Тина Јовановић Крајишник; ur. 12 stycznia 1991 w Sarajewie) – serbska koszykarka występująca na pozycjach silnej skrzydłowej lub środkowej, reprezentantka kraju, olimpijka, od 2022 zawodniczka UMMC Jekaterynburg.

## Osiągnięcia
Stan na 12 kwietnia 2024, na podstawie, o ile nie zaznaczono inaczej.

### Drużynowe
- Mistrzyni:
  - Euroligi (2018)
  - Rosji (2023)[3]
  - Węgier (2018, 2019, 2021)[4][5]
- Wicemistrzyni:
  - Ligi Adriatyckiej (2013, 2014)
  - Serbii (2013, 2014)[6]
- 3. miejsce w EuroCup (2022)
- 4. miejsce w Eurolidze (2019, 2021)
- Zdobywczyni:
  - pucharu:
    - Rosji (2023)
    - Węgier (2016, 2019–2021)[5]

  - Superpucharu Rosji (2022, 2023)
- Finalistka pucharu:
  - Węgier (2018)[4]
  - Serbii (2012, 2013)[6]

### Indywidualne
(* – nagrody przyznane przez portal eurobaskt.com)
- MVP sezonu ligi węgierskiej (2021)*[5]
- Serbska koszykarka roku (2022)
- Zaliczona do*:
  - I składu ligi:
    - serbskiej (2011)[7]
    - węgierskiej (2021)[5]

  - II składu ligi:
    - serbskiej (2009, 2013)[8][6]
    - tureckiej (2022)[9]
    - węgierskiej (2016, 2017)[10][11]

  - III składu ligi serbskiej (2014)[12]
  - składu honorable mention ligi:
    - serbskiej (2010)[13]
    - węgierskiej (2018)[4]
- Liderka ligi:
  - węgierskiej w zbiórkach (2017 – 11,2)[11]
  - serbskiej w blokach (2008 – 1,9)[14]

### Reprezentacja
Seniorska
- Mistrzyni Europy (2021)
- Uczestniczka:
  - igrzysk olimpijskich (2020 – 4. miejsce)[15][16]
  - mistrzostw:
    - świata (2022 – 6. miejsce)
    - Europy (2017 – 11. miejsce, 2021, 2023 – 5. miejsce)

  - kwalifikacji:
    - olimpijskich (2020, 2024)
    - do Eurobasketu (2021, 2023, 2024/2025)

Młodzieżowe
- Uczestniczka mistrzostw Europy:
  - U–20 (2011 – 4. miejsce)
  - U–18 (2008 – 6. miejsce, 2009 – 5. miejsce)
  - U–16 (2005 – 8. miejsce, 2006 – 4. miejsce, 2007 – 4. miejsce)